# Advocaciones marianas en el concejo de Oviedo
En el  concejo de Oviedo hay una gran cantidad de iglesias o ermitas dedicadas a la  Virgen María, la mayoría de ellas no muy conocidas. Hay un gran número dedicado a la Virgen de Covadonga, alguna de ellas situada en pleno Camino de Santiago. Las que se indican en este artículo son únicamente las de culto público pues hay varias más en capillas privadas de antiguas casas y palacios.

## Santa María del Rey Casto
43°21′45.30″N 5°50′35.09″O / 43.3625833, -5.8430806

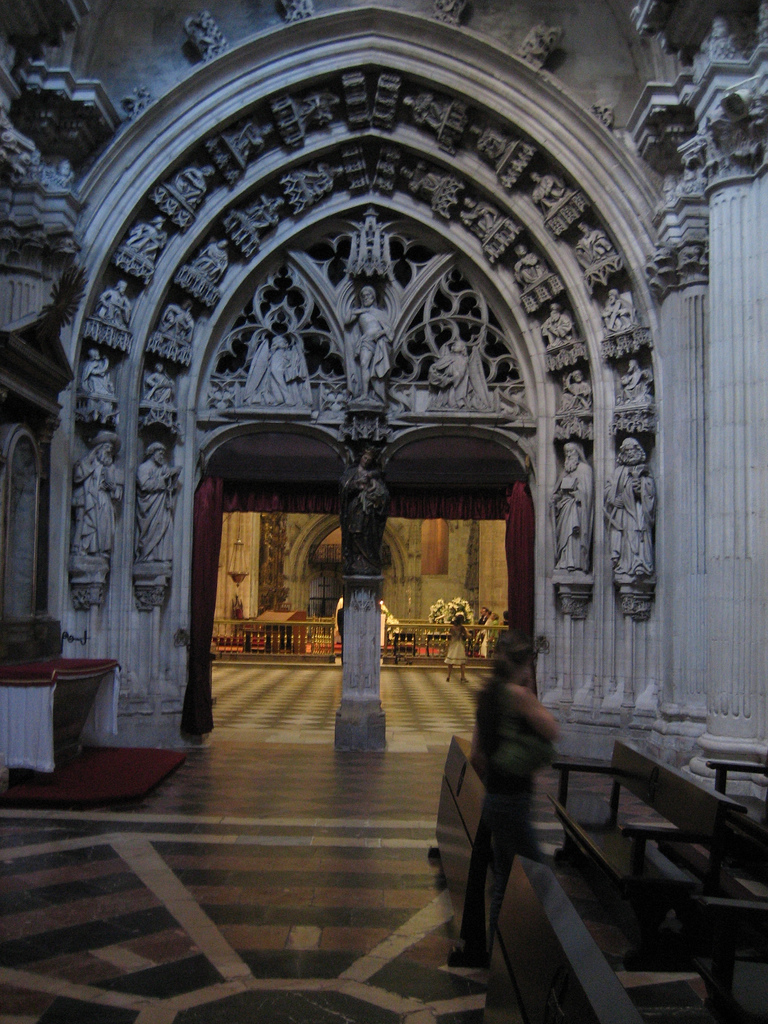
Portada de la capilla de Ntra. Sra. del Rey Casto.

La capilla de Nuestra Señora del Rey Casto fue edificada por orden del obispo Tomás Reluz en 1705, sobre otra capilla fundada por Alfonso II el Casto en el siglo IX, y se estructura paralela a la catedral formando un templo aparte con entrada exterior propia a través de un jardín situado a la izquierda de la catedral. Es obra de Bernardo de Haces y por Luis de Arce.
Se une a la catedral por la gran puerta obra de Juan de Malinas construida entre 1470 y 1485 en estilo gótico tardío. La puerta se divide en dos por un parteluz en el que se esculpió la figura de La Virgen con el Niño flanqueada en los laterales de las puertas por las figuras de los apóstol es Santiago y San Pedro y a la derecha San Pablo y San Andrés.
En esta capilla estuvieron sepultados algunos reyes asturianos y fue el primer panteón de la monarquía española. Sobre las pechinas de los arcos torales hay bustos de varios reyes asturianos. En el interior de la capilla se encuentra el Panteón de reyes de la Catedral de Oviedo, en cuyo centro se encuentra el sepulcro de «Ithacio», con lauda del siglo V.

## Nuestra Señora de la Esperanza Balesquida
43°21′44″N 5°50′41″O / 43.36222, -5.84472

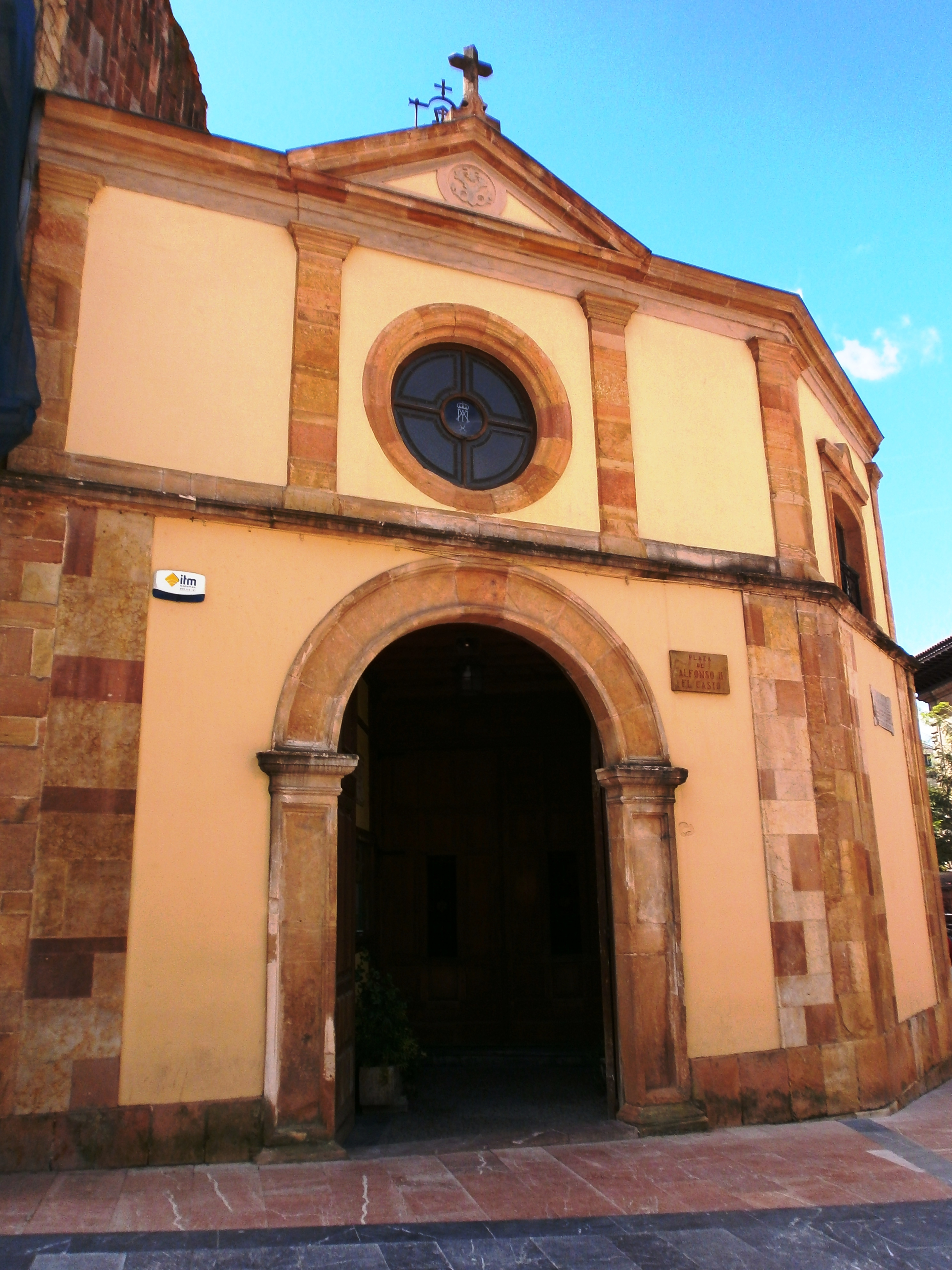
Capilla de la Balesquida

La Capilla de la Balesquida es una capilla de la ciudad de Oviedo, Principado de Asturias, España, situada en un lado de la plaza de Alfonso II el Casto frente a la Catedral y haciendo esquina con la Plaza Porlier. 
La capilla está dedicada a la Virgen de la Esperanza y es el lugar de culto y sede de la Cofradía de la Balesquida, fundada en 1232 tras la donación testamentaria de un hospital para peregrinos y ciudadanos y otras propiedades para el mantenimiento del mismo, a la cofradía de alfayates o sastres de la ciudad de Oviedo, por parte de la noble ovetense Doña Velasquita o Balesquida Giráldez, gran benefactora de la ciudad durante el siglo XIII, por quien toma el nombre tanto la cofradía como la capilla. Este origen en la cofradía de sastres se recuerda hoy en día con la presencia de unas tijeras en el balcón de esquina de la capilla.

## Santa María la Real de la Corte
43°21′47″N 5°50′33″O / 43.36306, -5.84250

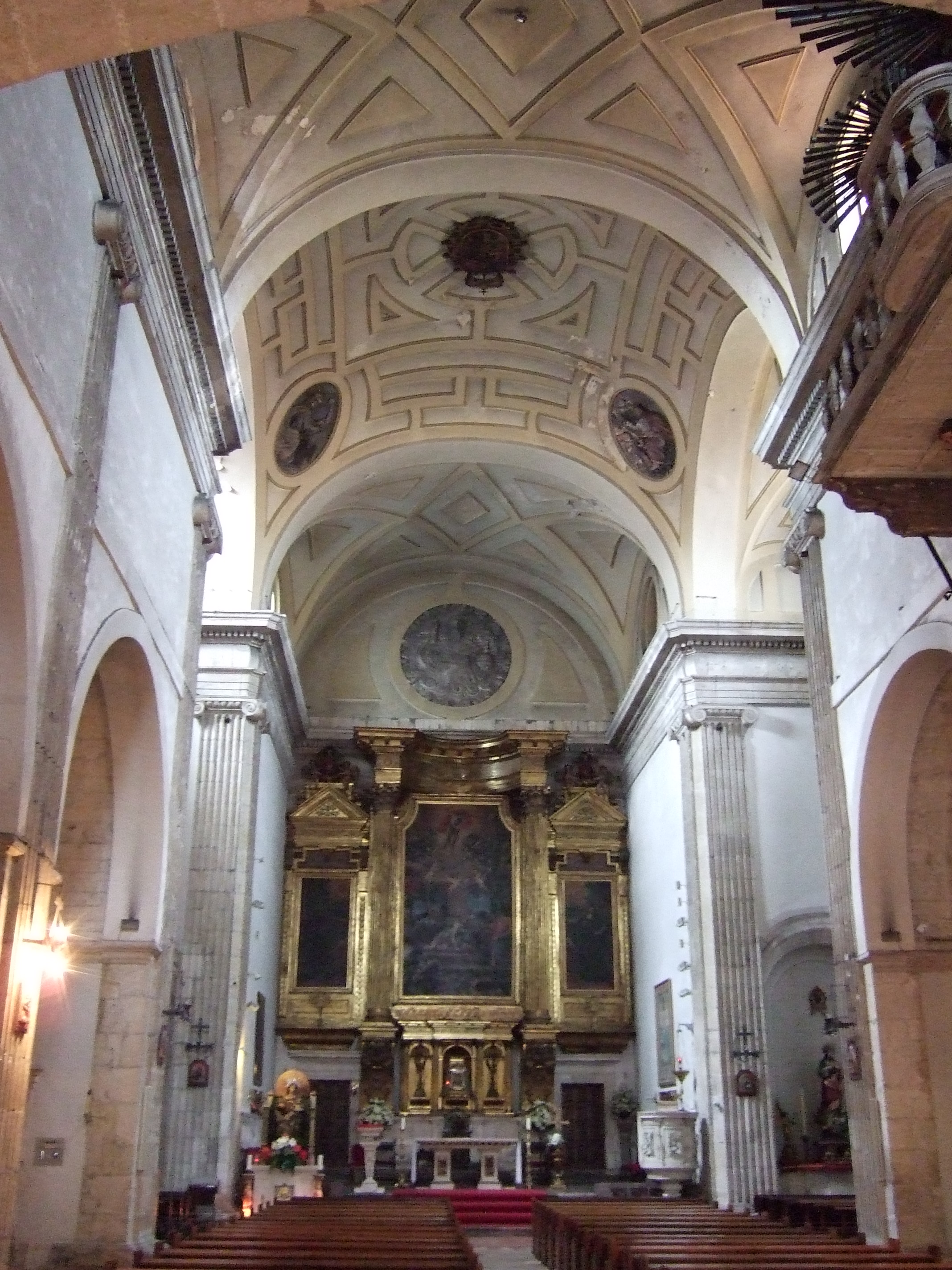
Interior.

La Iglesia de Santa María La Real de La Corte es una iglesia y parroquia de la ciudad de Oviedo, Principado de Asturias, España, situada en la calle de San Vicente, frente a la plaza de Feijoo. Comparte muros medianeros con el claustro y edificio del monasterio de San Vicente —hoy Museo Arqueológico de Asturias—, al que perteneció, y con la iglesia del monasterio de benedictinas de San Pelayo. Contigua a su cabecera se encuentra la catedral.
A mediados del siglo XVI, el maestro cántabro Juan de Cerecedo, «el viejo», dio las trazas de la galería alta del actual claustro monástico y del templo de San Vicente, sustitutos de los viejos edificios de fábrica románica. Después de morir en 1568, dirigió las obras de la iglesia, entre 1570-1572, su sobrino Juan de Cerecedo, «el joven». Las obras se interrumpieron por problemas económicos y fueron reiniciadas en 1587 por el arquitecto trasmerano Juan del Ribero Rada quien le dio su definitivo carácter clasicista. Fue consagrada en 1592. Tras la desamortización eclesiástica de 1836 se instaló en el edificio, en 1845, la parroquia de Santa María la Real de la Corte que adquirió su propiedad en 1859.

## Virgen del Carmen. Parroquia de los padres carmelitas. Oviedo
43°21′37.13″N 5°51′5.81″O / 43.3603139, -5.8516139

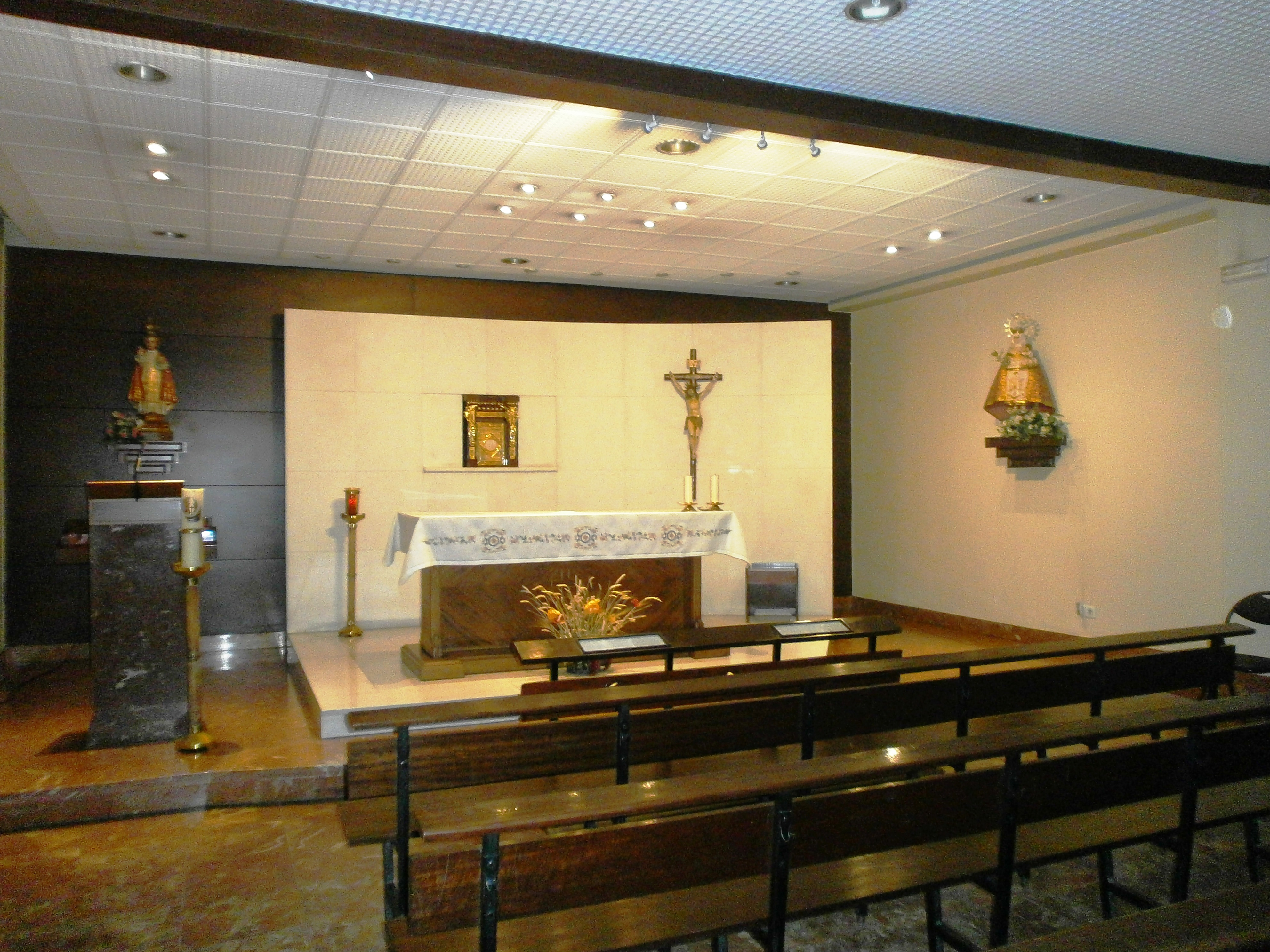
Capilla de la Virgen de Covadonga y Niño de Cebú.
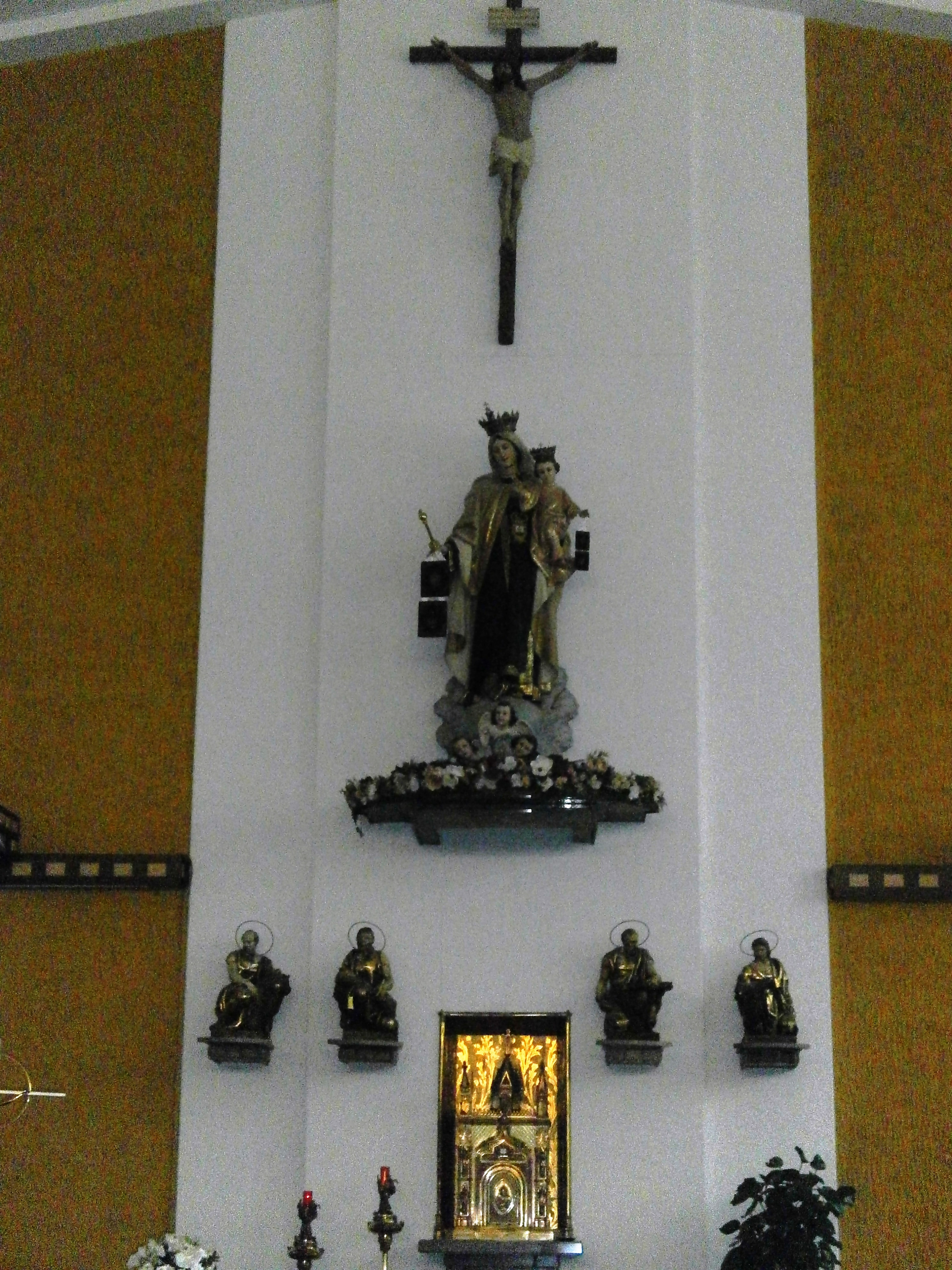
Virgen del Carmen.
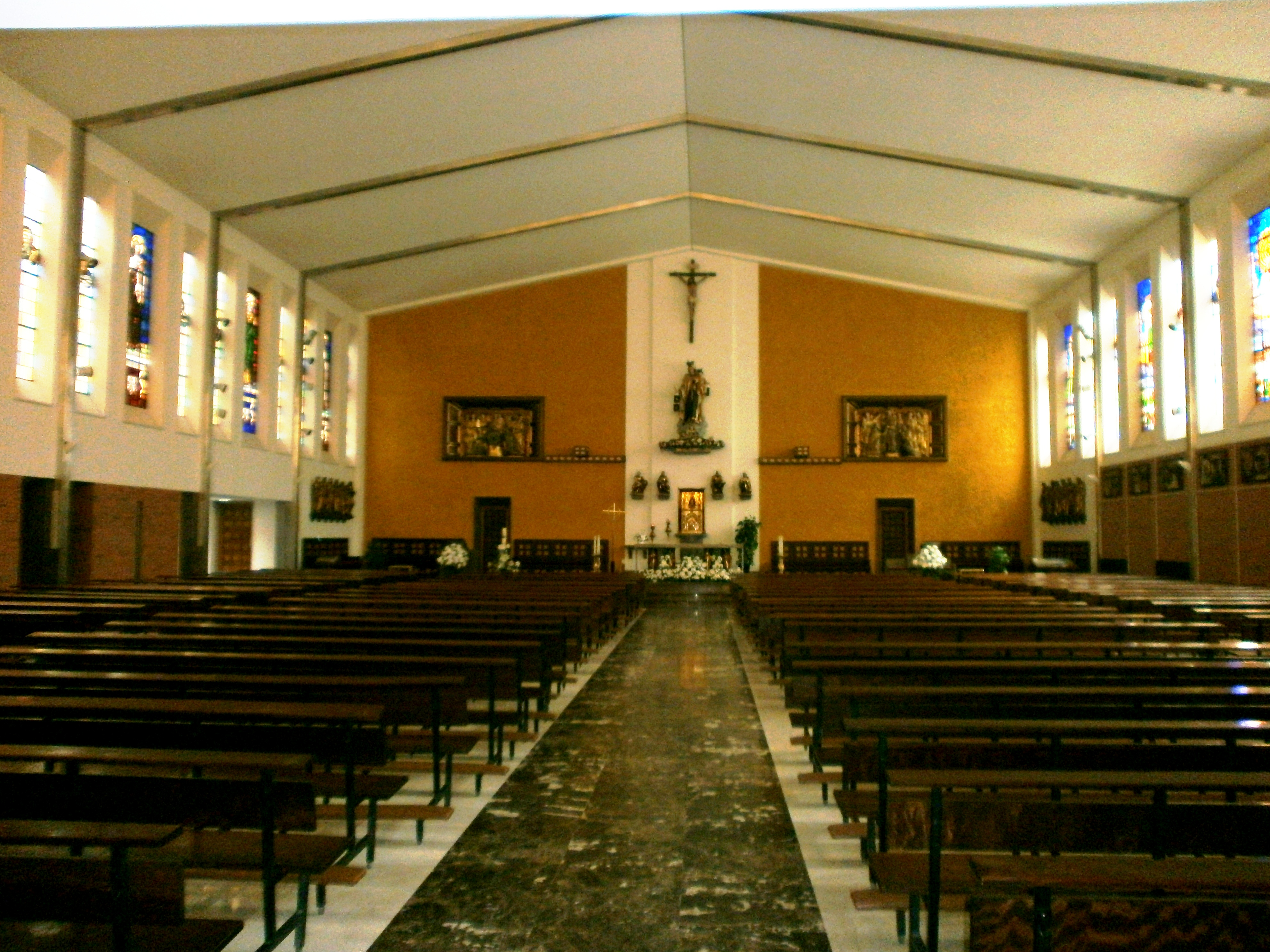
Templo principal.

## Corazón de María. Parroquia de los padres claretianos. Oviedo

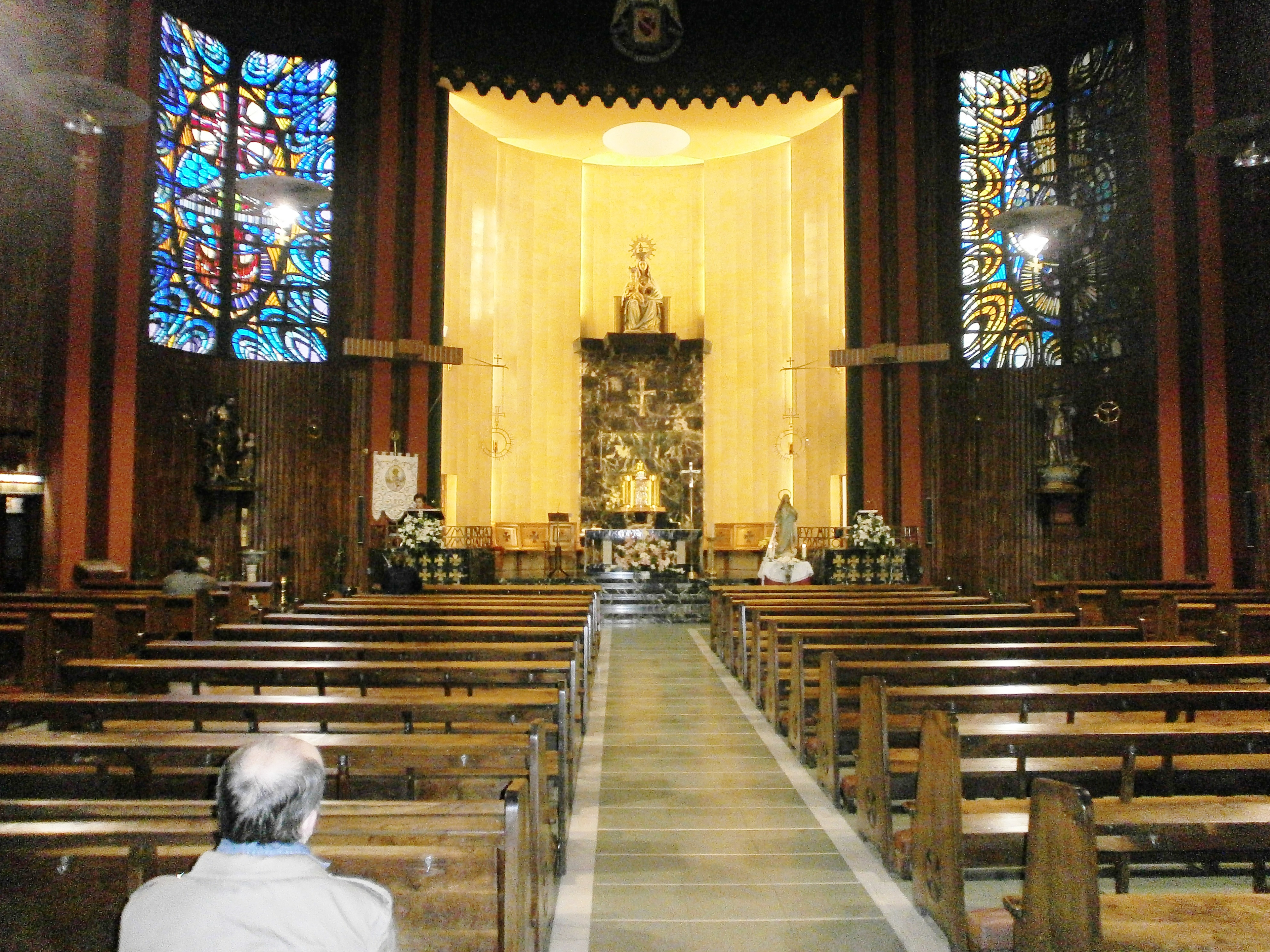
Imagen del Corazón de María. Templo principal.

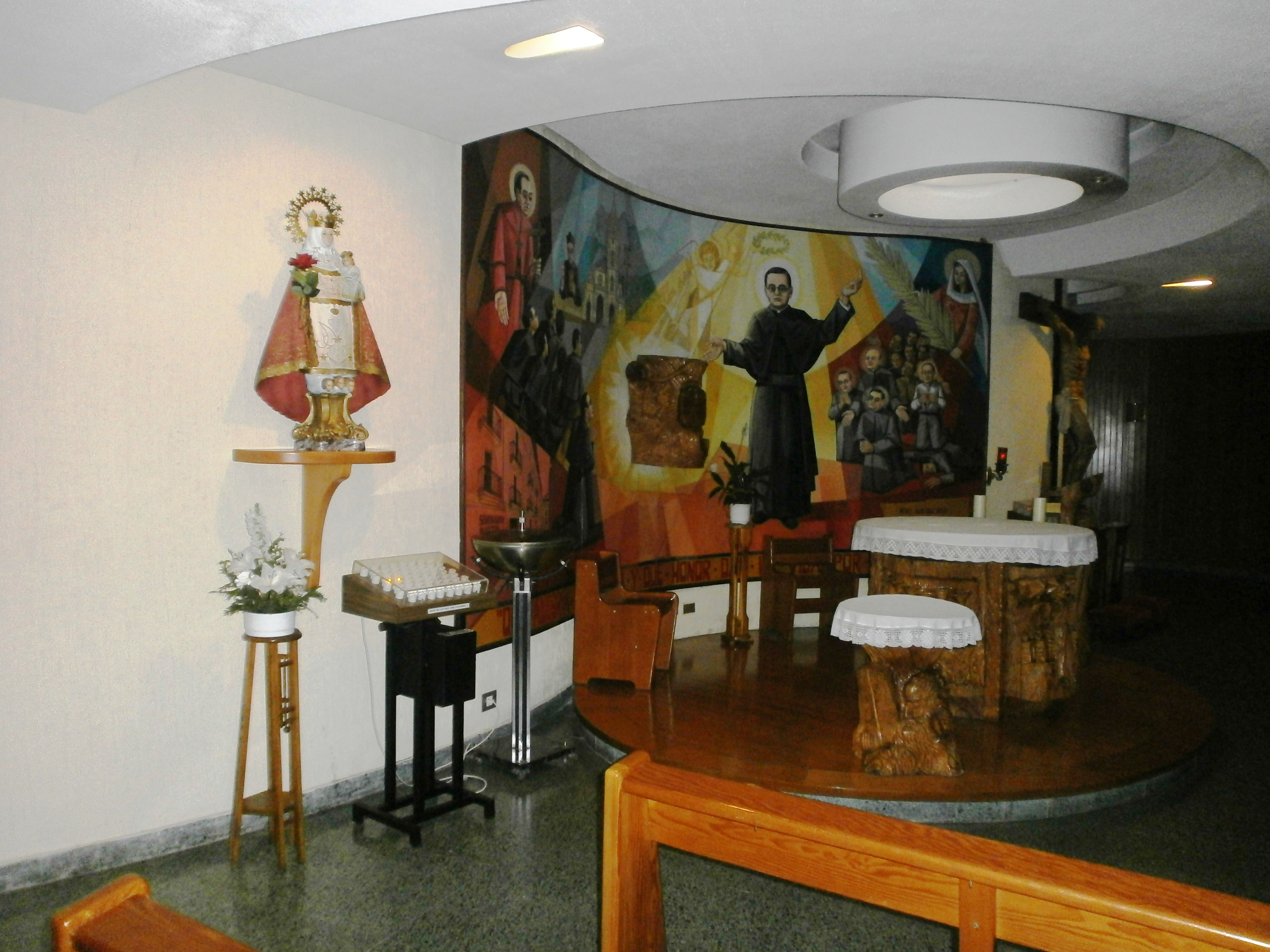
Capilla de la Virgen de Covadonga.

43°21′38.94″N 5°51′24.35″O / 43.3608167, -5.8567639

## Nuestra Señora de Rosario. Asilo del Naranco
43°22′12.93″N 5°51′41.64″O / 43.3702583, -5.8615667

## Nuestra Señora del Rosario. San Andrés.
43°18′42.22″N 5°59′16.41″O / 43.3117278, -5.9878917
La iglesia de Nuestra Señora del Rosario  fue erigida a la categoría de Santuario en el año 2012,quedando su nombre como Santuario de Nuestra Señora del Rosario en el pueblo de San Andrés que es el último del concejo de Oviedo en la carretera de Trubia a Proaza, equidistante de estas dos poblaciones; unos seis km.

## Nuestra Señora de Covadonga. Hospital Monte Naranco
43°22′12.47″N 5°52′22.25″O / 43.3701306, -5.8728472

## Nuestra Señora de Covadonga. Jardines del Hospital Monte Naranco
43°22′12.3″N 5°52′24.68″O / 43.370083, -5.8735222

## Nuestra Señora de Covadonga. Campo de San Francisco
43°21′37.95″N 5°51′0.34″O / 43.3605417, -5.8500944

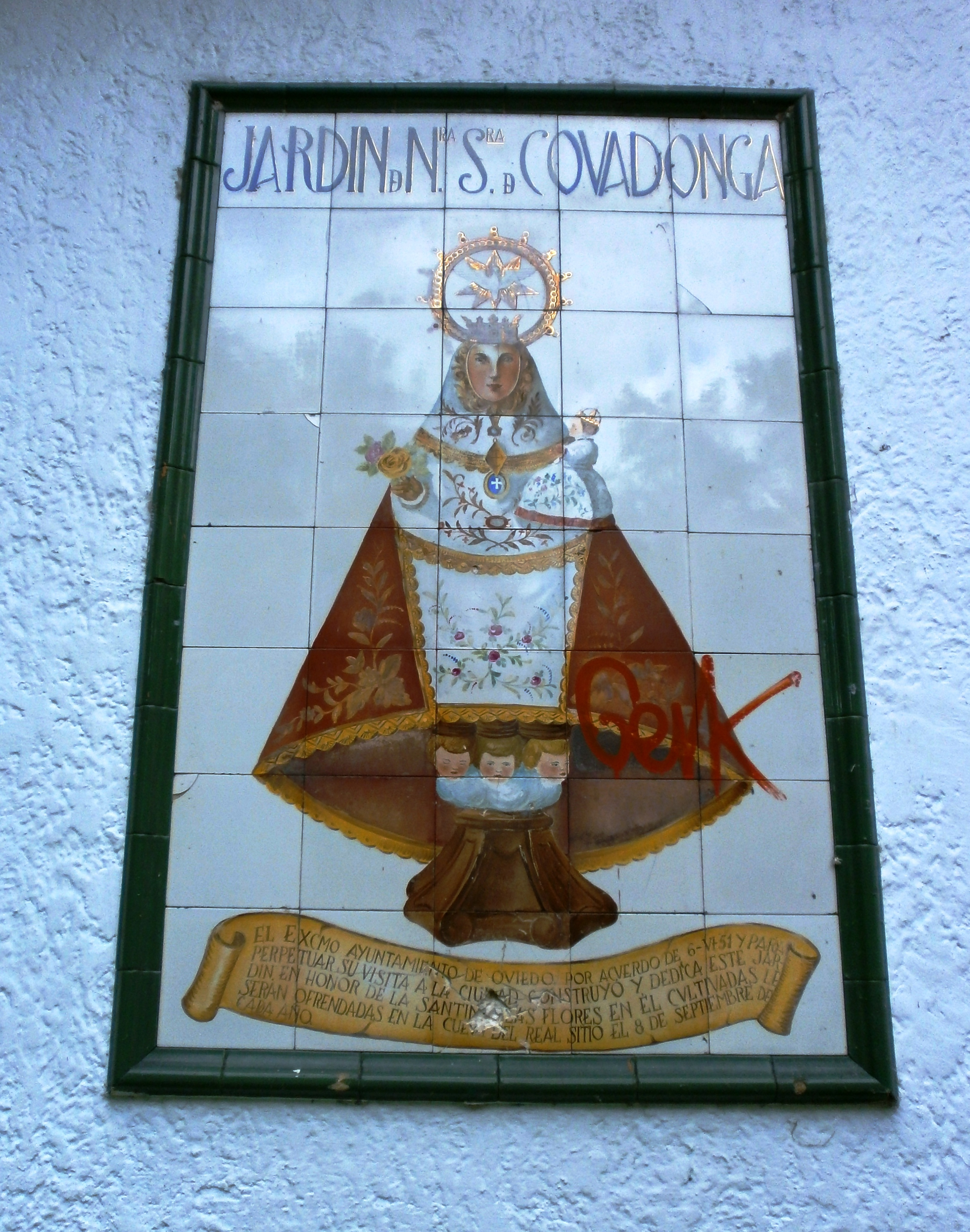
Imagen de la Virgen de Covadonga.

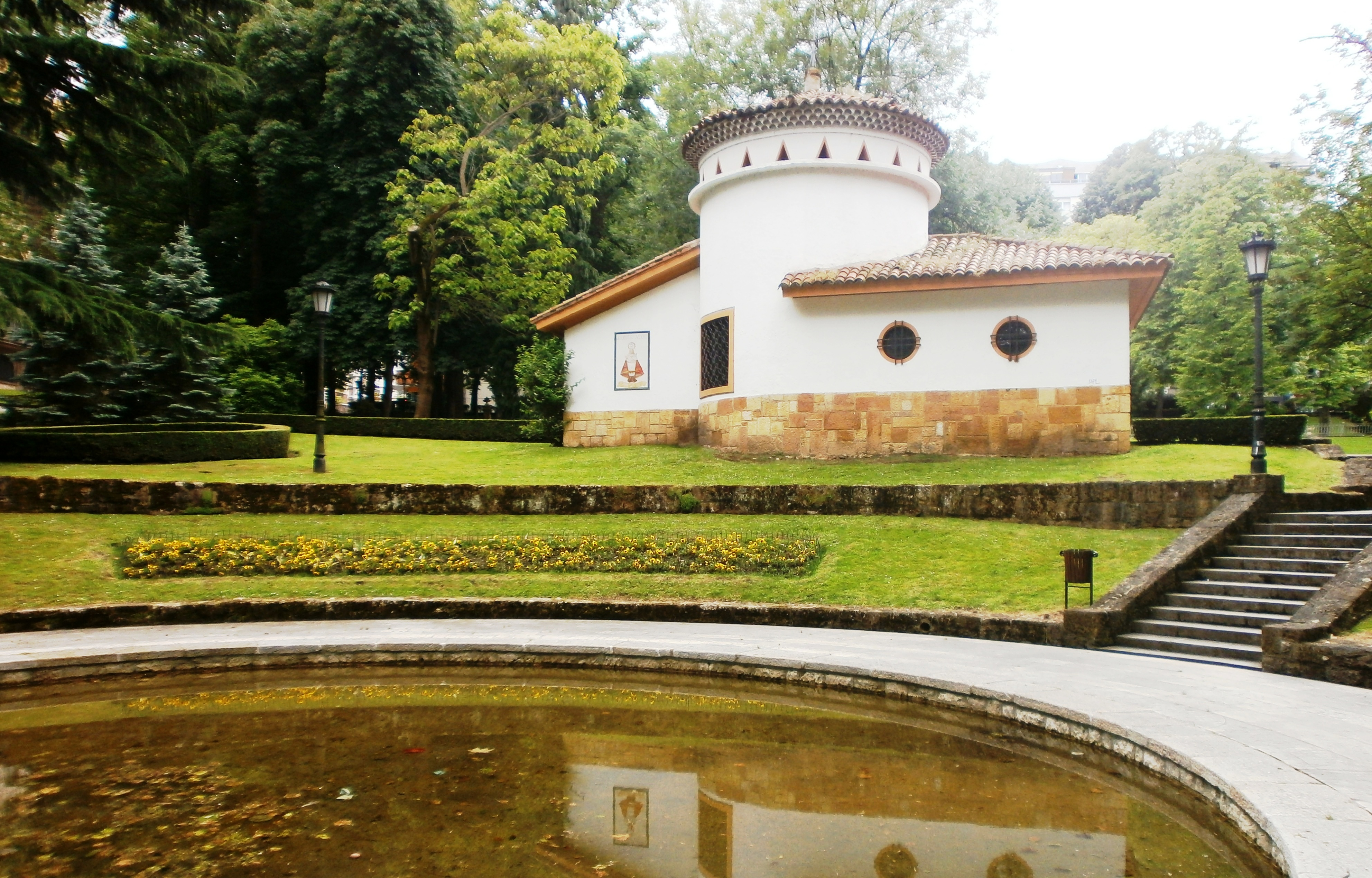
Parque Virgen de Covadonga en el Parque de San Francisco.

Dentro del gran Parque de San Francisco, en pleno centro de Oviedo y que es el verdadero pulmón de la ciudad hay una parte de él llamado «Parque de La Virgen de Covadonga» que está situado en el ángulo suroccidental del parque de San Francisco. En la pared externa de uno de los pequeños edificios de conservación hay un mosaico de  azulejos policromados que forman la imagen de la Virgen de Covadonga. Delante de este mosaico hay un estanque bastante grande con bancos alrededor. Es un lugar a donde acuden muchos ovetenses y visitantes para rezar a la Virgen un  rosario u otras oraciones.

## Nuestra Señora de Covadonga. Residencia Sanitaria
43°21′23.32″N 5°51′59.05″O / 43.3564778, -5.8664028

## Nuestra Señora de Covadonga. Instituto Nacional de Silicosis
43°21′22.51″N 5°51′50.55″O / 43.3562528, -5.8640417

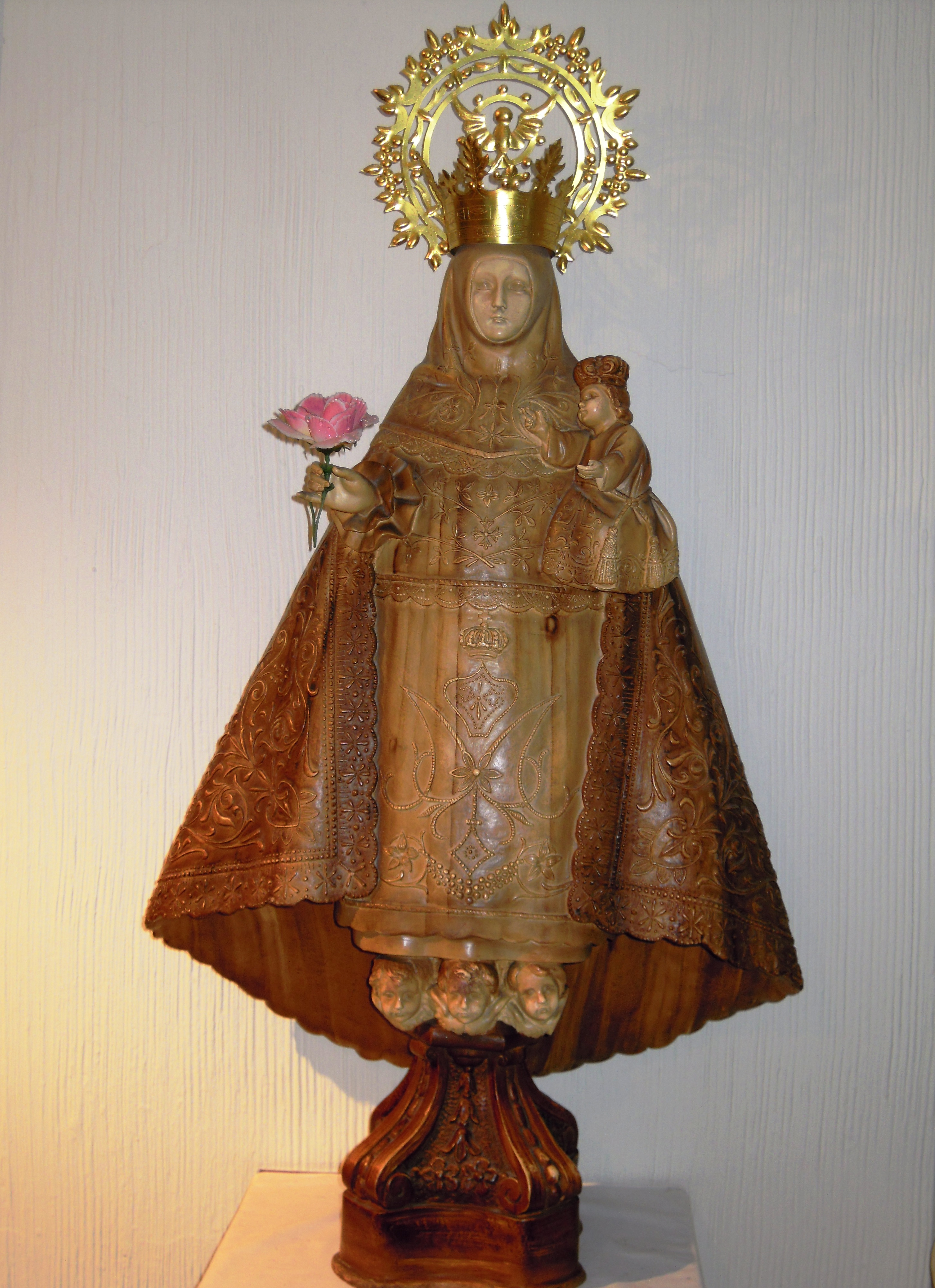
Virgen de Covadonga de la capilla del Hospital de Silicosis.

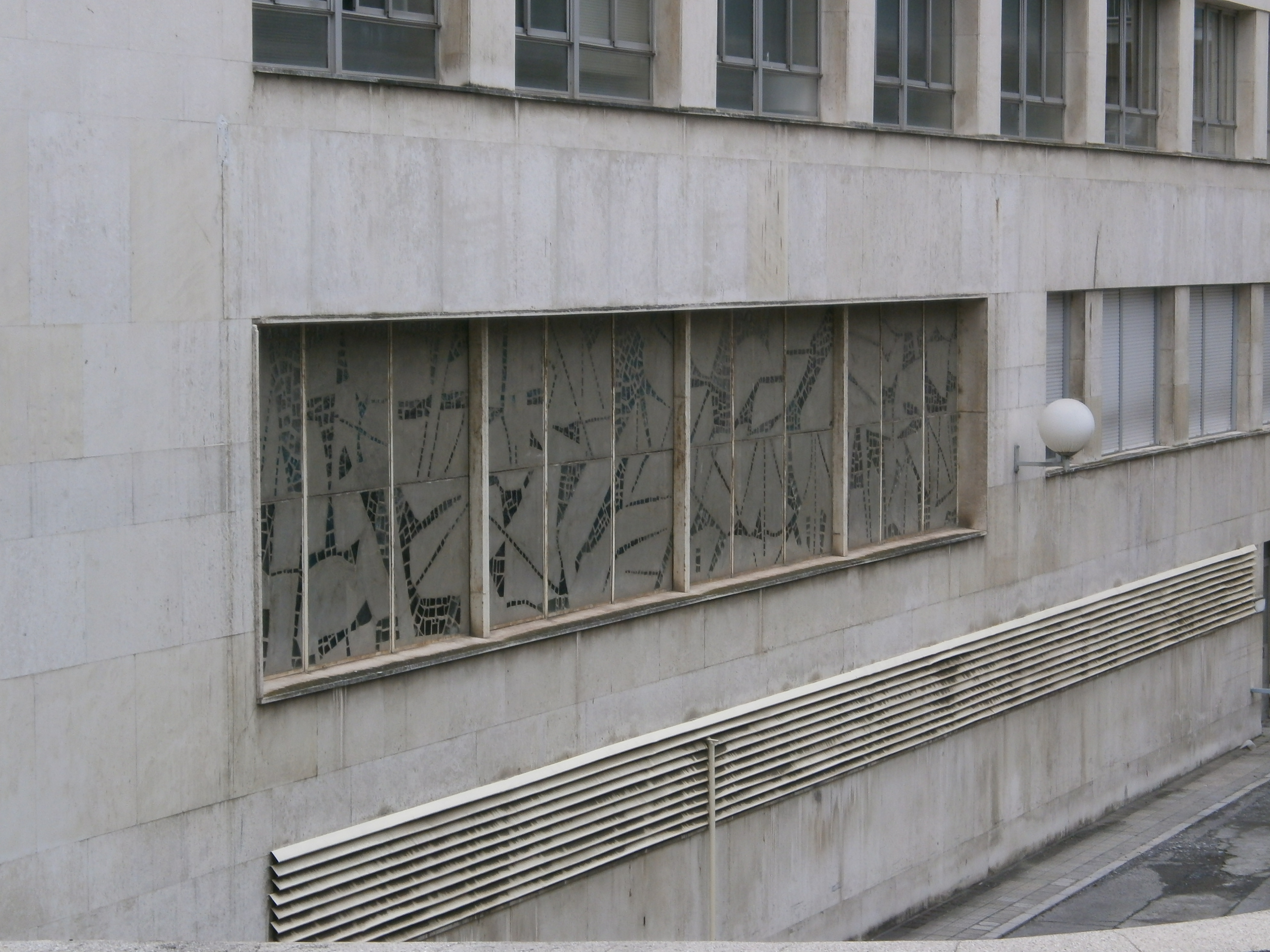
Capilla donde estaba la Virgen de Covadonga.

Este instituto ha tenido un edificio hospitalario para tratar, entre otras enfermedades respiratorias, la silicosis tan frecuente en los mineros. Al ser Asturias una región minera del carbón  importancia, el Instituto construyó este edificio en la zona oeste de Oviedo, junto al Hospital General de Asturias. A lo largo del año 2014 se produjeron una serie de traslados de los servicios que prestaba al nuevo «Hospital Universitario Central de Asturias» ya que el edificio y sus instalaciones eran muy antiguas. El total desalojo se llevó a cabo en 2015.
El edificio contaba con una capilla de buenas proporciones, de construcción similar a la hospitalaria, y estaba bajo la advocación de la Virgen de Covadonga, imagen que se rescató para situarla en lugares similares.

## Nuestra Señora de la Esperanza de los estudiantes. Iglesia de San Francisco. Plaza de la Gesta
43°21′26.44″N 5°51′6.06″O / 43.3573444, -5.8516833

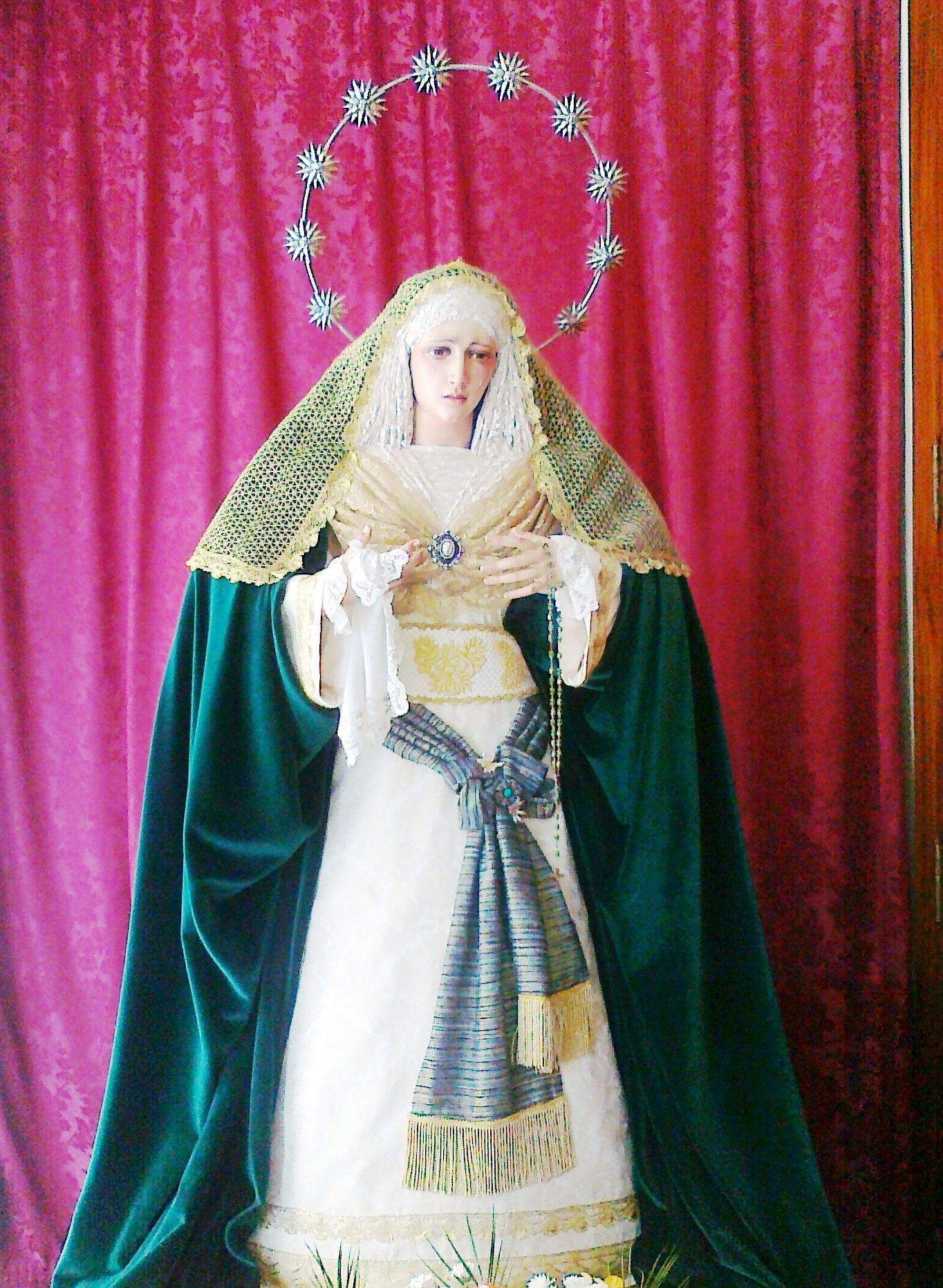
Virgen de la Esperanza de los estudiantes

La Plaza de la Gesta de Oviedo es una conocida plaza ovetense donde se encuentra la Iglesia de San Francisco, llamada cariñosamente por todos como la «Iglesia redonda». Y es que, efectivamente es de planta circular y alzado ligeramente cónico, truncado por una cubierta suavemente curvada. También está en esta plaza el Auditorio Príncipe Felipe y las oficinas centrales en España de la principal suministradora de energía en Asturias. Dispone también de un gran parque con todos los elementos para que niños y mayores se encuentren cómodamente.
En esta iglesia está situada la Virgen de la Esperanza de los estudiantes. Su ubicación es perfecta para ser visitada por los peatones ya que está en una capillita lateral separada del exterior por una reja y una mampara de vidrio. Como es normel, el color verde predomina en la imagen de la Virgen sobre un fondo morado. Está coronada por diez estrellas, su cara refleja una cierta tristeza con fondo de esperanza y tiene un broche que recoge el velo, cerca del corazón.

## Santa María la Real del Naranco. Convento de las Salesas
43°22′27.91″N 5°52′2.89″O / 43.3744194, -5.8674694

## Santa María: Loriana

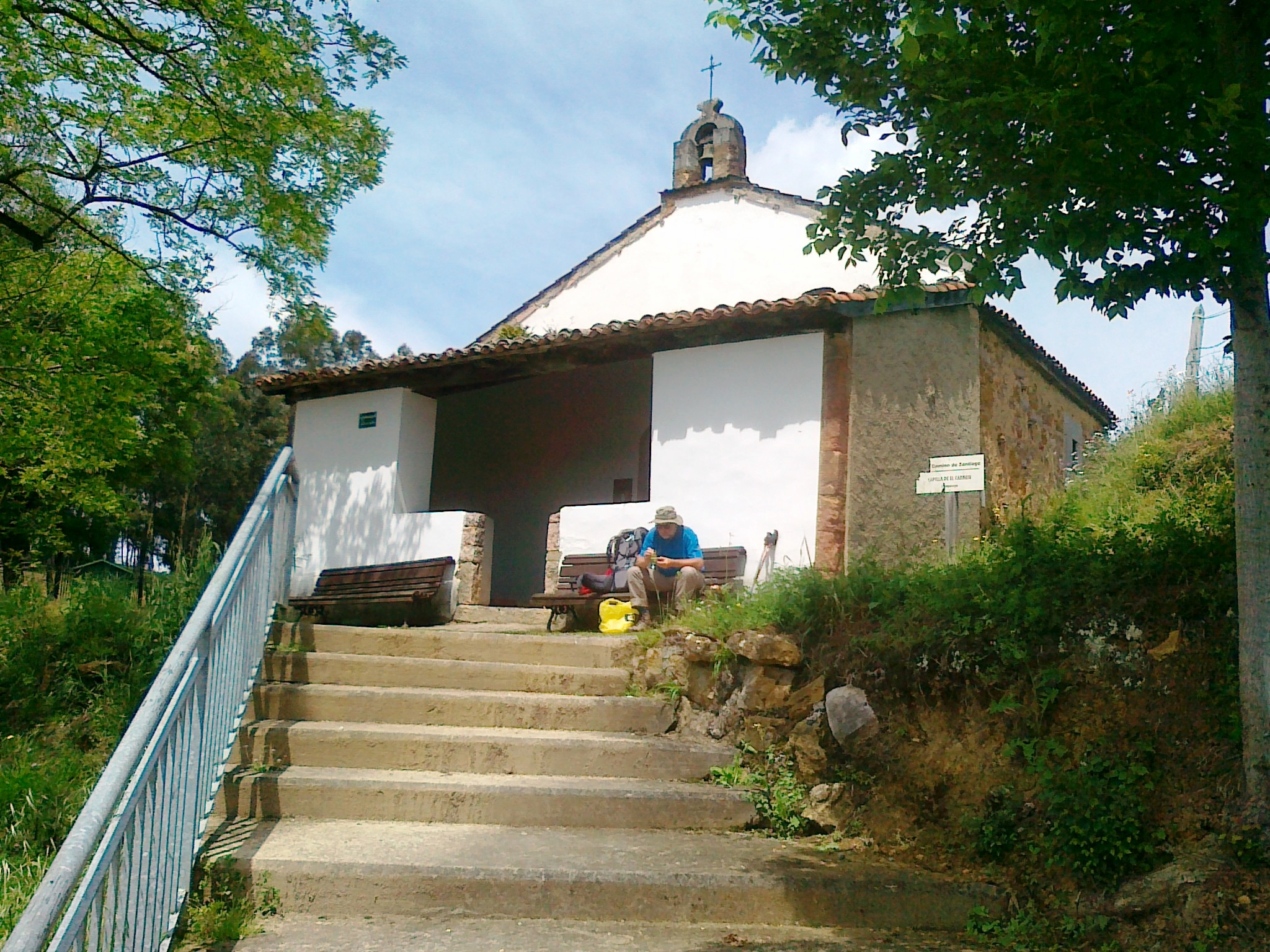
Exterior con un peregrino descansando.

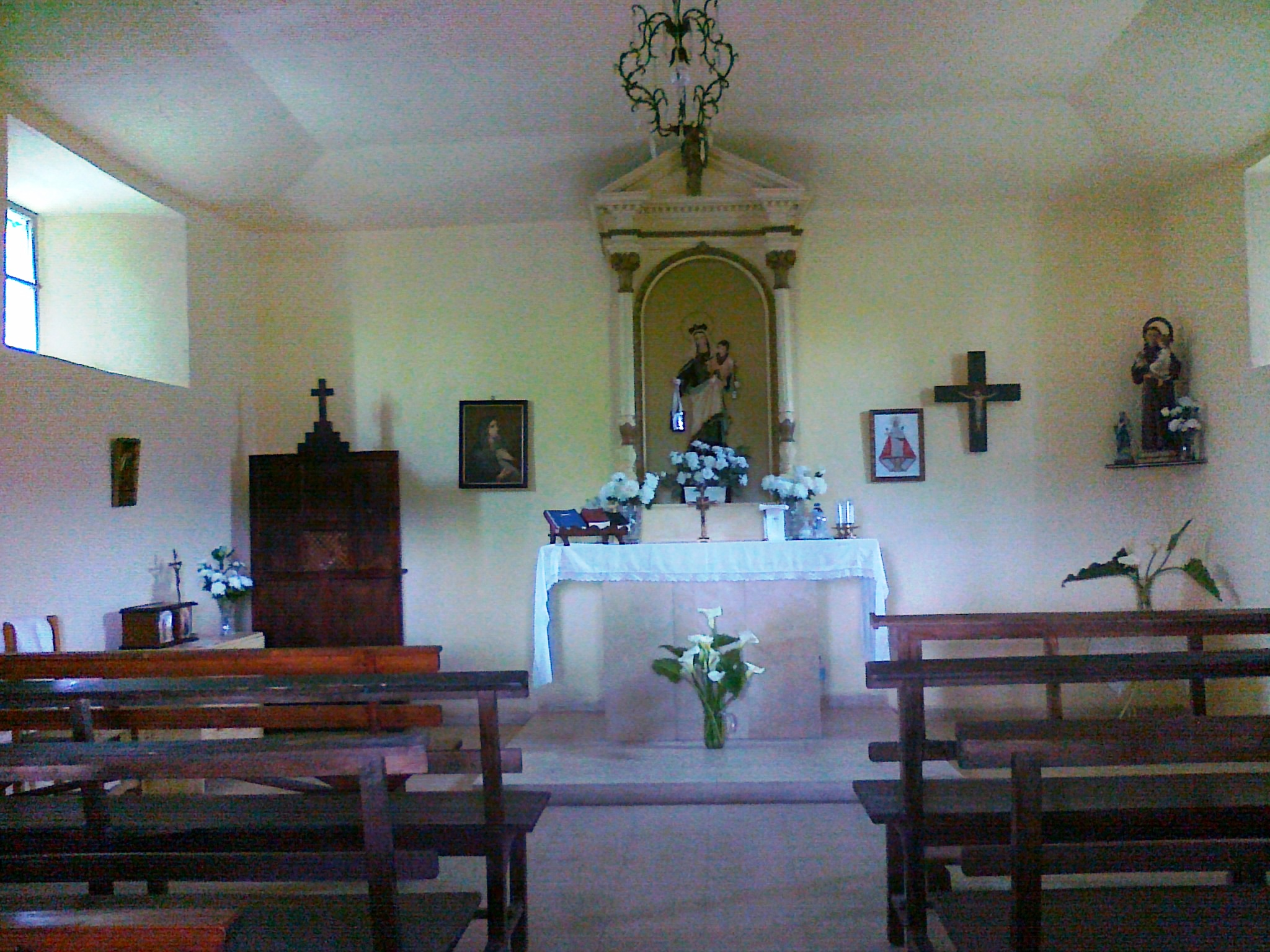
Interior de la capillita

La Ermita de Santa María de Loriana o de Lampaxuga está ubicada en la zona occidental del Monte Naranco y en pleno Camino de Santiago de tal forma que en su entrada hay un letrero que indica que se está en el mismo camino. En la imagen de la izquierda se puede ver a un peregrino haciendo un alto en el camino y aprovechando para reponer fuerzas.
La ermita tiene abiertas las puertas pero está protegida por una reja de tal forma que los visitantes, peregrinos, romeros, etc. pueden ver directamente a la Virgen durante todo el día. Es una capilla pequeña pero muy bien cuidada y adornada y con unas escaleras exteriores de acceso ya que el camino donde se encuentra es muy empinado. La subida desde la carretera general hasta la ermita y más adelante hasta el pueblo de la Braña es un desafío para los cicloturistas ya que las pendientes oscilan entre el 9 y el 21% durante más de tres km.
- Datos: Q17374313